# Mikko Mäkelä (réalisateur)
Pour les articles homonymes, voir Mäkelä et Mikko Mäkelä (hockey sur glace).
Mikko Mäkelä, né en janvier 1989, est un réalisateur finlandais. Il est également monteur et a travaillé sur plusieurs courts métrages et séries télévisées.
Mikko Mäkelä est surtout connu pour son premier long métrage, Entre les roseaux (A Moment in the Reeds), sorti en 2017. Le film a été projeté dans plus de 80 festivals à travers le monde, notamment au Festival du film de Londres, au Festival du film de Göteborg, au Festival international du film de Seattle et au Frameline. Il a été nommé pour le prix de la découverte aux British Independent Film Awards ainsi que pour deux prix Jussi finlandais (meilleur acteur et meilleur acteur de soutien).  

## Biographie
Mäkelä a grandi dans une petite ville de l'est de la Finlande. Il a déménagé en Angleterre à l'âge de 18 ans. Il a étudié à l'Université de Nottingham, à l'University College de Londres (UCL) et au City Literary Institute.

## Filmographie partielle

### Au cinéma

#### Comme réalisateur et scénariste
- 2017 : Entre les roseaux (également monteur et producteur)
- 2022 :  Palvelus  (court métrage)
- 2023 :  Nothing Special  (court métrage ; également monteur et producteur)
- 2024 : Sebastian

## Récompenses et distinctions
- 2018 : Tampa International Gay and Lesbian Film Festival : prix du jury du meilleur long métrage narratif pour Entre les roseaux

- (en) Mikko Mäkelä: Awards, sur l'Internet Movie Database